# Porsche 969
Porsche 969 — не дошедший до стадии серийного производства дорожный автомобиль компании Porsche AG, разрабатывавшийся в конце 1980-х годов в рамках проекта-965 на замену модели 911 turbo проекта-930. По конструкции — заднемоторное купе в стилистике и концепции классического Porsche 911, но с мотором водяного охлаждения и полным приводом. В силу разных причин проект-965 был закрыт в самом начале 1990-х, и ни один автомобиль новой модели не был представлен ни на одном автосалоне. Было выпущено 16 прототипов для испытаний различных технических решений, но после принятия решения о закрытии проекта все они были уничтожены, кроме одной машины, которая сегодня находится в музее Porsche в Цуффенхаузене (чёрно-серая загрунтованная некрашенная машина).

## Технические особенности модели
За исключением общей концепции заднемоторного купе с турбомотором в стилистике классического Porsche 911, модель не имела единого набора технических решений на своих испытательных образцах.